# Ashington (Somerset)
Ashington – wieś w Anglii, w Somerset, w dystrykcie (unitary authority) Somerset, w civil parish Chilton Cantelo. W 1931 roku civil parish liczyła 40 mieszkańców. Ashington jest wspomniana w Domesday Book (1086) jako Essentone/Essentona.